# Friedrich Minoux
Friedrich Minoux (* 21. März 1877 in Mutterstadt; † 16. Oktober 1945 in Berlin) war ein deutscher Kaufmann, Industrie-Manager und Unternehmer.

## Leben
Friedrich Minoux kam 1877 als Sohn des Schneidermeisters Michael Minoux und dessen Ehefrau Margaretha Minoux geb. Reffert in Mutterstadt in der Pfalz zur Welt. Er besuchte ein humanistisches Gymnasium. Als Minoux 15 Jahre alt war, starb sein Vater. Ein Jahr später verließ er das Gymnasium mit der Mittleren Reife und trat in die badische Eisenbahnverwaltung ein, 1894 wechselte er zur preußischen Staatseisenbahn.
Ab 1900 arbeitete er in der Stadtverwaltung von Essen, wo er als Bürogehilfe anfing und bis zum Buchhalter aufstieg. 1910 wurde er zum kaufmännischen Direktor der städtischen Gas- und Wasserwerke. Spätestens in dieser Position berührten seine dienstlichen Aufgaben die unternehmerischen Interessen von Hugo Stinnes.
In Folge dieser Kontakte wurde Minoux 1912 in die Verwaltung des Stinnes-Konzerns berufen, wo er zur rechten Hand von Hugo Stinnes wurde. Er verdiente zeitweise die enorme Summe von 350.000 Mark pro Jahr. 1919 wurde er Vorstandsmitglied des zum Stinnes-Konzern gehörenden Unternehmens Vereinigte Berliner Kohlenhändler AG (VBK). 1921 kaufte er von Ernst Marlier die repräsentative, 1914 erbaute Villa Marlier auf einem Ufergrundstück Am Großen Wannsee; sie wurde sein Berliner Wohnsitz. 1923 schied er aus dem Stinnes-Konzern aus, um ein eigenes Unternehmen aufzubauen. Haupteinnahmequelle wurde die Kohlengroßhandlung Friedrich Minoux, Gesellschaft für Handel und Industrie. 1924 gehörte er zu den Gründern des Unternehmens Berliner Städtische Elektrizitätswerke AG (Bewag). 1926 kaufte er die Hälfte der Aktien der Deutsch-Rumänische Petroleum-AG (Derupag).
Minoux stand der Weimarer Republik ablehnend gegenüber und unterhielt Kontakte zu rechtsradikalen Wehrverbänden und Politikern. Für den Fall einer Regierungsübernahme der gegen den Weimarer Staat gerichteten Kräfte galt er als Anwärter auf Ministerämter und sogar als Hugo Stinnes’ Wunschkandidat für das Amt des Reichskanzlers. Fritz Thyssen schrieb in seinen Memoiren I paid Hitler, Minoux habe bereits 1923 die NSDAP finanziert. 1931 wurde er Mitglied der profaschistischen Gesellschaft zum Studium des Faschismus.
1933 wurde er in die Akademie für Deutsches Recht berufen. Am 30. Juni 1934 erlebte Minoux die Ereignisse des Röhm-Putsches unmittelbar mit: Während einer Besprechung mit Oberregierungsrat Herbert von Bose im Büro des Stellvertreters des Reichskanzlers besetzte ein SS-Kommando das Büro. Von Bose wurde erschossen; Minoux durfte das Gebäude verlassen.
1938 kaufte Minoux für weniger als 1 Million Reichsmark das Zellstoff- und Papierwerk Offenheimer im realen Wert von 12 Millionen Reichsmark, dessen jüdischer Eigentümer von den Nazis zum Verkauf gezwungen wurde (vergleiche Arisierung).
1938 stellte sich im Rahmen einer Wirtschaftsprüfung heraus, dass Minoux seit rund zehn Jahren seine Aufsichtsratsmandate bei verschiedenen kommunalen Wirtschaftsbetrieben der Stadt Berlin (z. B. Bewag) für betrügerische Scheingeschäfte zu seinen finanziellen Gunsten missbraucht hatte. Er wurde nach langwierigen Ermittlungen im Mai 1940 verhaftet und am 15. August 1941 zu fünf Jahren Zuchthaus und Geldstrafen in Höhe von 600.000 Reichsmark verurteilt. Die große Villa am Wannsee wurde an die der SS zugehörige Nordhav-Stiftung verkauft. Dort fand am 20. Januar 1942 die Wannseekonferenz statt, bei der 15 hochrangige NS-Funktionäre die Organisation des Holocausts besprachen.
Minoux wurde am 25. April 1945 entlassen und kehrte nach dem Kriegsende nach Berlin zurück. Er starb im Herbst 1945 im St.-Hedwig-Krankenhaus in Berlin an Myodegeneratio cordis.